# Polymixinia lidjangina
Polymixinia lidjangina är en fjärilsart som beskrevs av Eugen Wehrli 1943. Polymixinia lidjangina ingår i släktet Polymixinia och familjen mätare. Inga underarter finns listade i Catalogue of Life.